# Rado Zakonjšek
Rado Zakonjšek  s partizanskim imenom Cankar, slovenski pisatelj, urednik in publicist, * 25. julij 1913, Miklavž pri Taboru, † 19. oktober 1999, Ljubljana.
Cankar je bil sprva delavec na kmetiji, pozneje pa publicist in 1941 urednik tednika Družina v Celju. Poleti 1941 se je pridružil Revirski partizanski četi, konec leta 1942 je postavil v hribih nad Taborom partizansko tiskarno (Tehnika Cankar), poleti 1944 fototehniko (Tehnika 333) in bil do konca vojne vodja Pokrajinske tehnike za Štajersko. Po drugi svetovni vojni je med drugim v Celju urejal glasili Na delo oziroma Naše delo. V letih 1949−1951 je bil urednik revije Borec; delal pa je tudi pri Večeru in
Ljubljanskem dnevniku ter kot komercialist  pri Cankarjevi založbi. Napisal in objavil je več knjig. Za udeležbo v NOB je prejel Partizansko spomenico 1941.